# Lebara
Lebara è una società di telecomunicazioni che fornisce servizi in molti paesi in tutto il mondo, utilizzando il modello di business dell'operatore di telefonia mobile virtuale. 
Lebara Mobile fornisce schede SIM prepagate e ricaricabili a consumo, mirate alle esigenze delle comunità internazionali, dei lavoratori migranti e non solo.

## Storia

### Anno 2001
Lebara è stata fondata nel 2001 da Ratheesan Yoganathan, Rasiah Ranjith Leon e Baskaran Kandiah. 
I fondatori hanno avuto l'idea in un bar dell'aeroporto di Bergen, in Norvegia e dopo aver visto l'imponente edificio di Telenor sulla strada per l'aeroporto.
Il nome Lebara è stato coniato ed è composto dalle prime due lettere di ciascuno dei nomi dei fondatori.
Il prodotto iniziale dell'azienda era costituito da schede telefoniche internazionali, vendute tramite negozi indipendenti di telefoni cellulari.

### Anno 2004
Nel 2004, Lebara Mobile lanciò il primo servizio internazionale a basso costo nei Paesi Bassi, vendendo schede SIM che anche oggi utilizzano la rete di telefonia mobile di Telfort, una sussidiaria di KPN.

### Anno 2009
Nel 2009 iniziò ad utilizzare l'infrastruttura di Vodafone, in Australia e nel Regno Unito.
A quel punto si era espansa anche in Danimarca, Norvegia, Spagna, Svezia e Svizzera. 

### Anno 2010
La Francia fu aggiunta nel 2010.
Nel Regno Unito, Lebara puntò alla comunità studentesca internazionale 16-24, anche attraverso la presenza in fiere e l'invio di messaggi email mirati.
Nel maggio 2010 acquisì il marchio "Chippie" e la base clienti nei Paesi Bassi. 
Lebara dichiarò che avrebbe mantenuto il nome di Chippie nei Paesi Bassi, che fu progettato per rivolgersi principalmente alle comunità di migranti provenienti dall'America del Nord e del Sud, dai Caraibi, dal Medio Oriente e dall'Asia. 
Come l'MVNO olandese di Lebara Mobile, le chiamate di Chippie sono trasmesse sulla rete di KPN.
Lebara generò vendite annuali superiori a 565 milioni di Euro nel 2010 ed ha registrato oltre tre milioni di clienti attivi.

### Anno 2011
Nel marzo 2011, estese i suoi servizi lanciando Lebara Money nel Regno Unito per i clienti che desiderano inviare denaro all'estero. 
Nel novembre dello stesso anno firmò un accordo globale per la distribuzione di telefoni Nokia, con il marchio Lebara che includeva una suoneria del compositore indiano: A. R. Rahman.
Nel 2011, il fatturato di Lebara toccò i 648 milioni di Euro, con un profitto di 20 milioni di Euro. 

### Anno 2015
Arrivò sul mercato italiano con Lebara Talk, un'applicazione mobile per chiamate e messaggistica, disponibile dal 2015 per Android e iOS.

### Anno 2017
Graeme Oxby ha assunto la direzione dell'azienda come CEO.
Il 15 settembre 2017 Lebara Group B.V. e le sue società di marchi sono state acquistate da Palmarium, un ufficio di famiglia privato svizzero, tramite la sua controllata VIEO B.V., per una cifra che non è stata divulgata.
Ratheesan Yoganathan, amministratore delegato di Lebara, vuole raggiungere un miliardo di clienti entro il 2020.

## Aree di attività nel mondo
| Paese          | Rete di appoggio        | 2ª Rete di appoggio | Anno di lancio | Sito ufficiale                   | Note |
| -------------- | ----------------------- | ------------------- | -------------- | -------------------------------- | ---- |
| Asia           |                         |                     |                |                                  |      |
| Arabia Saudita | Dialog                  |                     | 2014           | http://www.lebara.sa/            |      |
| Sri Lanka      | Mobily                  |                     | ...            | ...                              |      |
| Europa         |                         |                     |                |                                  |      |
| Danimarca      | Telenor                 |                     | ...            | http://www.lebara.dk/            |      |
| Francia        | Bouygues Télécom France |                     | 2010           | https://mobile.lebara.com/fr/    |      |
| Germania       | Telekom                 |                     | ...            | https://mobile.lebara.com/de     |      |
| Paesi Bassi    | KPN                     |                     | 2004           | https://mobile.lebara.com/nl     |      |
| Spagna         | MásMóvil Yoigo          | Vodafone España     | ...            | https://mobile.lebara.com/es/es/ |      |
| Svizzera       | Sunrise                 |                     | ...            | https://lebara.ch/               |      |
| Regno Unito    | Vodafone U.K.           |                     | 2009           | https://mobile.lebara.com/gb/en/ |      |
| Oceania        |                         |                     |                |                                  |      |
| Australia      | Vodafone Australia      |                     | 2009           | http://www.lebara.com.au/        |      |

## Filantropia
I fondatori aprirono anche la Lebara Foundation, un'organizzazione benefica registrata ai sensi della legge inglese, nell'anno 2005.
A partire dal 2011, intendono vendere il loro interesse nella società e donare metà della loro ricchezza.
Tutto ciò per espandere il lavoro di beneficenza della Fondazione.